# Neal Morse

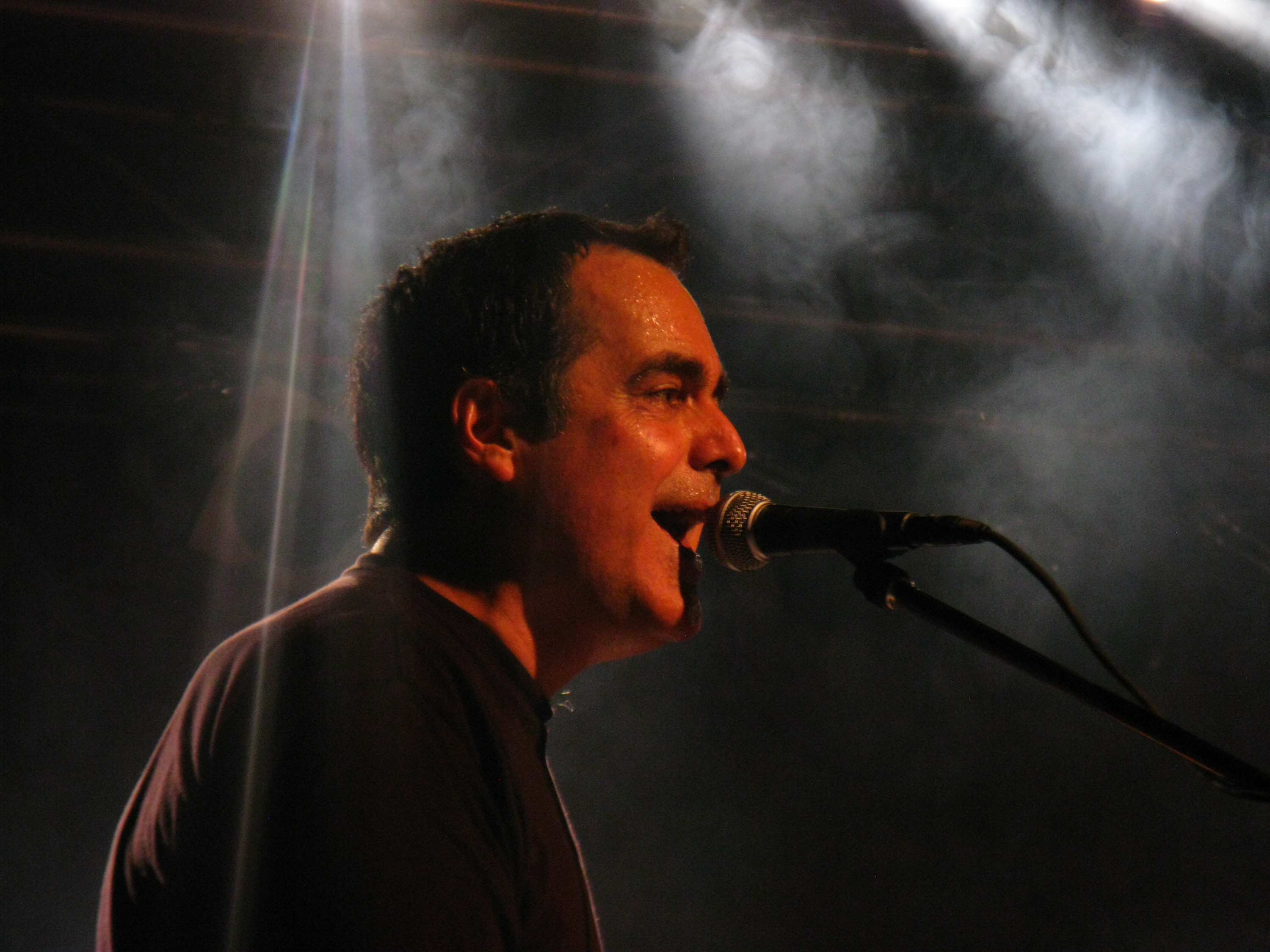
Morse auf Tour mit Transatlantic (2010)

Neal Robert Morse (* 2. August 1960 in Van Nuys, Kalifornien) ist ein US-amerikanischer Rockmusiker. Er wirkte als Sänger, Multiinstrumentalist, Komponist und Texter in den Bands Spock’s Beard und Transatlantic mit, die das Progressive-Rock-Revival der 1990er Jahre entscheidend geprägt haben. 2002 trennte er sich von beiden Bands; seitdem steht seine Solokarriere mit christlich geprägten Texten im Mittelpunkt seines Schaffens. 2009 wurde Morse wieder mit Transatlantic aktiv, 2011 spielte er mit der Supergroup Flying Colors eine CD ein, die im März 2012 erschien.

## Biographie

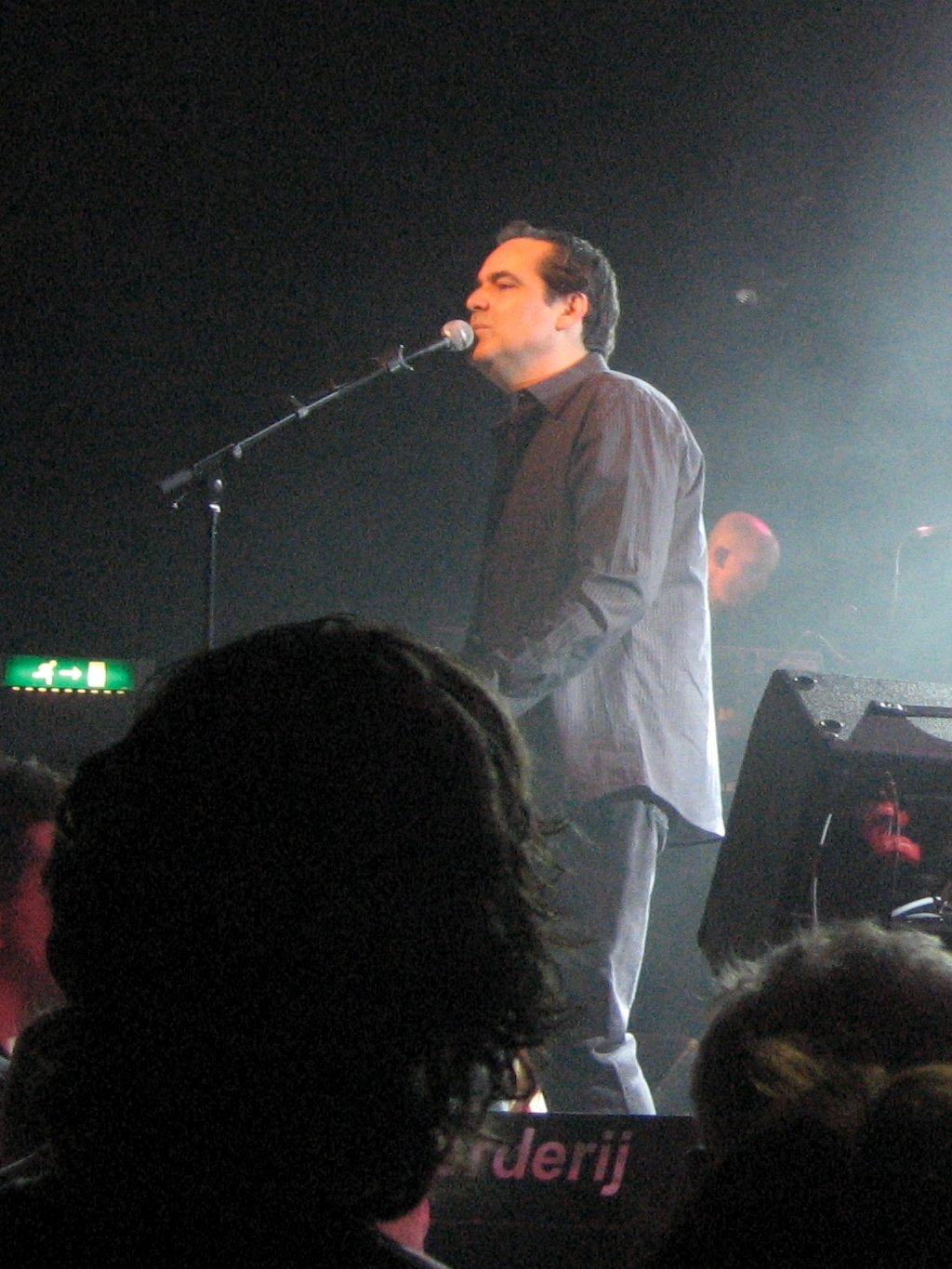
Neal Morse live in Zoetermeer

Neal Morse wuchs in San Fernando (Los Angeles County) auf. Sein Vater war Lehrer und Chorleiter. Morse begann im Alter von fünf Jahren Klavier und kurze Zeit später Gitarre zu spielen. Zwischen seinem 20. und 30. Lebensjahr schrieb er zwei Musicals, hielt sich mit Nebenjobs über Wasser, nahm gemeinsam mit seinem Bruder Richard einige Countrymusik-Demos auf und versuchte, einen Vertrag als Singer-Songwriter in Los Angeles zu bekommen. Nach zehn Jahren zog er für einige Jahre nach Europa. Dort spielte er als Straßenmusiker und in kleineren Clubs.

### Spock’s Beard und Transatlantic

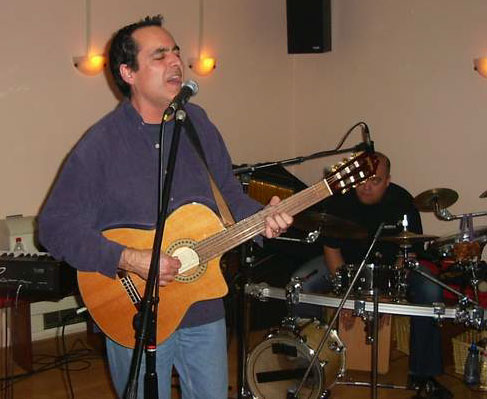
Neal Morse 2006 in Ede

Nach seiner Rückkehr in die USA gründete er 1992 mit seinem Bruder Alan und dem Schlagzeuger Nick D’Virgilio, den er bei einer öffentlichen Jamsession kennengelernt hatte, die Band Spock’s Beard. Hier wirkte er auf sechs Alben maßgeblich als Komponist und Texter und war zudem Sänger, Keyboarder und zweiter Gitarrist der Band. Der Erfolg des Projekts ermöglichte ihm, drei Soloalben zu veröffentlichen, auf denen er mit Singer-Songwriter- und Rock-Stücken die eingängigere Seite seines Schaffens präsentierte.
Als Verdienstquelle während der frühen Phase von Spock’s Beard betätigte er sich weiterhin als Barmusiker und spielte in europäischen und insbesondere deutschen Irish Pubs. 1997 erhielt er mit seinem Bandkollegen Dave Meros ein Engagement in Eric Burdons Tourband, das er jedoch 1999 zu Gunsten seiner Familie aufgab.
Im Jahr 2000 gründete Morse mit dem Schlagzeuger Mike Portnoy von Dream Theater die Band Transatlantic, eine sogenannte Supergroup, in der mit dem Schweden Roine Stolt von den Flower Kings und dem Briten Pete Trewavas von Marillion Mitglieder von vier Vertretern der neuen Strömungen des Progressive Rock vertreten waren. Hier trat er auf bisher drei Studioalben neben Stolt als Komponist und Texter hervor. Es folgten mehrere Tourneen durch die USA und Europa. Transatlantic reformierten sich nach etwa siebenjähriger Pause und veröffentlichten das dritte Studioalbum The Whirlwind im Oktober 2009.

### Solokarriere

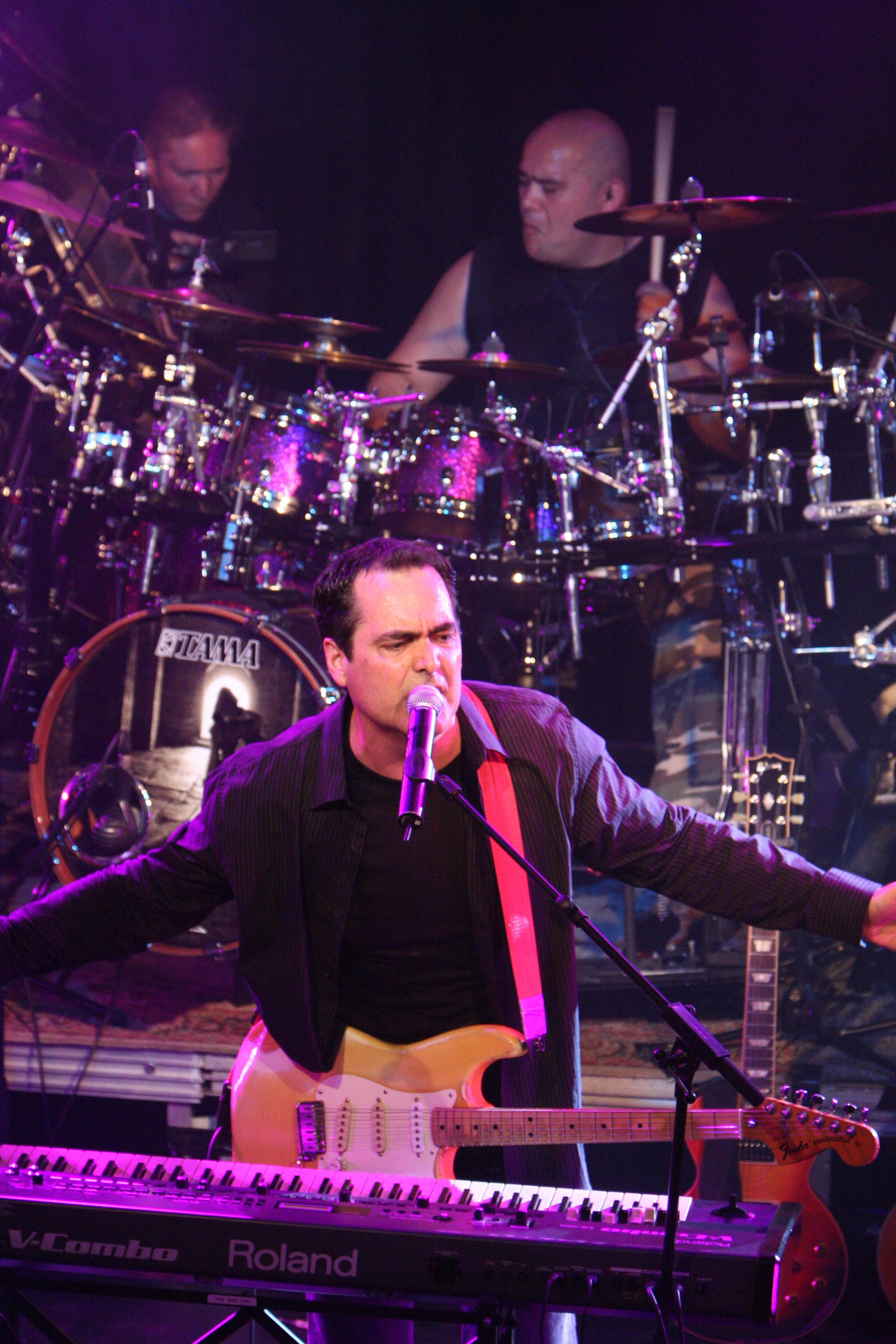
Neal Morse bei einem Auftritt (mit Collin Leijenaar am Schlagzeug)

2002, kurz nach der Veröffentlichung des Spock’s-Beard-Albums Snow, verließ Morse beide Bands, nachdem der christliche Glauben eine zentralere Rolle in seinem Leben eingenommen hatte und er nun fühlte, dass Gott andere Pläne mit seinem Leben habe. Den Prozess, der zu diesem Entschluss führte, beschreibt er auf seinem autobiographischen Soloalbum Testimony sowie in seiner 2011 erschienenen Autobiographie gleichen Namens. Neben einem kürzeren Gastauftritt von Kerry Livgren von Kansas betätigte sich Mike Portnoy bei den Aufnahmen als Schlagzeuger, der seitdem regelmäßiger Gast auf Morses Studioalben ist. Morse spielte daraufhin bei den zwei Auftritten von Portnoys Beatles-Coverband Yellow Matter Custard mit.
Auf Morses zweitem christlich geprägten Album One, welches am 2. November 2004 erschien, konnte sich der Bassist Randy George als regelmäßiges Mitglied seiner Studio-Band etablieren. Das Konzeptalbum beschreibt die Beziehung zwischen der Menschheit und Gott aus christlicher Perspektive und zieht dabei Parallelen zum biblischen Gleichnis des verlorenen Sohns.
Ende Oktober 2005 erschien ? (Question Mark), auf dem mehrere Größen aus dem Umfeld des Progressive Rock mitwirkten: Neben Mike Portnoy, Randy George und seinen ehemaligen Weggefährten Alan Morse und Roine Stolt sind der frühere Genesis-Gitarrist Steve Hackett und Dream-Theater-Keyboarder Jordan Rudess vertreten. Sein Pastor Mark Leniger trägt einige Saxophon-Parts bei. Erneut handelt es sich um ein Konzeptalbum, das diesmal auf der biblischen Geschichte des Tabernakels basiert.
Seit dem 23. Februar 2007 ist Sola Scriptura (Allein die Schrift) auf dem Markt. Auf dem Album legt Morse seine Ansichten zu richtigen und falschen Glaubensgrundsätzen der Konfessionen des Christentums dar und geht dabei auf das Wirken und Leben des Reformators Martin Luther ein. Als Gastmusiker betätigte sich der Gitarrist Paul Gilbert, bekannt von den Bands Racer X und Mr. Big, mit mehreren Gitarrensoli.
Neben diesen Konzeptalben im Stil des Progressive Rock, die weiterhin im Mittelpunkt seines Schaffens stehen, hat Morse einige weitere CDs mit christlichen Texten veröffentlicht. In der Reihe Worship Sessions präsentiert er Lobpreis- und Gospel-Stücke, während auf God Won’t Give Up geradlinige Rockmusik dominiert. Die Songs from the Highway sind im Stile der Musik Bob Dylans auf Gesang und Akustikgitarre reduziert. Seit Anfang 2005 betreibt er einen kostenpflichtigen Fanclub mit Namen Inner Circle, deren Mitglieder er in Form von CDs, Briefen und DVDs in regelmäßigen Abständen über sein Wirken informiert.
Morse tritt nach wie vor regelmäßig in den USA und Europa auf. Dabei kommt es sowohl zu akustisch gehaltenen Lobpreis-Abenden (worship concerts) in Kirchen und Gemeindezentren als auch zu Auftritten in Konzerthallen, bei denen er von einer vollständigen Band begleitet wird. Die Lobpreis-Abende sind dabei im Stil der Gottesdienste der von ihm besuchten Pfingstgemeinde insbesondere auf die spirituelle Erfahrung des Heiligen Geistes ausgerichtet.

## Diskografie

### Studioalben
| Jahr | Titel Interpret                                            | Höchstplatzierung, Gesamtwochen, AuszeichnungChartplatzierungen (Jahr, Titel, Interpret, Platzierungen, Wochen, Auszeichnungen, Anmerkungen) | Höchstplatzierung, Gesamtwochen, AuszeichnungChartplatzierungen (Jahr, Titel, Interpret, Platzierungen, Wochen, Auszeichnungen, Anmerkungen) | Höchstplatzierung, Gesamtwochen, AuszeichnungChartplatzierungen (Jahr, Titel, Interpret, Platzierungen, Wochen, Auszeichnungen, Anmerkungen) | Höchstplatzierung, Gesamtwochen, AuszeichnungChartplatzierungen (Jahr, Titel, Interpret, Platzierungen, Wochen, Auszeichnungen, Anmerkungen) | Anmerkungen |
| Jahr | Titel Interpret                                            | DE | AT | CH | Christ | Anmerkungen |
| ---- | ---------------------------------------------------------- | --- | --- | --- | --- | ----------- |
| 2011 | Testimony Two                                              | DE55 (1 Wo.)DE | — | — | Christ46 (1 Wo.)Christ |             |
| 2012 | Momentum                                                   | DE56 (1 Wo.)DE | — | — | Christ36 (1 Wo.)Christ |             |
| 2015 | The Grand Experiment The Neal Morse Band                   | DE38 (2 Wo.)DE | — | CH91 (1 Wo.)CH | Christ38 (1 Wo.)Christ |             |
| 2016 | The Similitude of a Dream The Neal Morse Band              | DE25 (2 Wo.)DE | — | CH56 (1 Wo.)CH | Christ10 (2 Wo.)Christ |             |
| 2019 | The Great Adventure The Neal Morse Band                    | DE9 (5 Wo.)DE | AT39 (1 Wo.)AT | CH14 (2 Wo.)CH | Christ27 (1 Wo.)Christ |             |
| 2019 | Jesus Christ the Exorcist                                  | DE64 (1 Wo.)DE | — | CH86 (1 Wo.)CH | Christ39 (1 Wo.)Christ |             |
| 2020 | Cover to Cover – Anthology (Vol. 1–3) mit Portnoy & George | DE47 (1 Wo.)DE | — | — | — |             |
| 2020 | Sola gratia                                                | DE19 (1 Wo.)DE | AT68 (1 Wo.)AT | CH19 (2 Wo.)CH | Christ50 (1 Wo.)Christ |             |
| 2021 | Innocence & Danger The Neal Morse Band                     | DE11 (1 Wo.)DE | AT44 (1 Wo.)AT | CH5 (3 Wo.)CH | — |             |
| 2022 | Troika mit Nick D’Virgilio & Ross Jennings                 | DE38 (1 Wo.)DE | — | CH83 (1 Wo.)CH | — |             |
| 2023 | The Dreamer – Joseph: Part One                             | — | — | CH72 (1 Wo.)CH | — |             |
| 2024 | The Restoration – Joseph: Part Two                         | — | — | CH67 (1 Wo.)CH | — |             |
| 2024 | No Hill for a Climber mit The Resonance                    | DE98 (1 Wo.)DE | — | CH31 (1 Wo.)CH | — |             |

Weitere Alben
- Neal Morse (1999)
- Merry Christmas from the Morse Family (Radiant Records, 2000)
- It’s Not Too Late (2001)
- Testimony (2003)
- Calprog 2004: The Authorized Bootleg (2004)
- One (2004)
- The Transatlantic Demos (Radiant Records, 2004)
- Inner Circle CD #1 May 2005 (Eigenproduktion, 2005)
- Lead Me Lord (Worship Sessions Volume 1) (Radiant Records, 2005)
- God Won’t Give Up (2005)
- Hitman – A Musical by Neal Morse (2005)
- ? (Question Mark) (2005)
- Singles CD (Kompilation, Radiant Records, 2005)
- Hodgepodge (mit Phil Keaggy, 2006)
- Neal Morse in the 80’s (mit Neal Morse Band, Suzanne Christan, Casanova, Five Figures, Burlesque, Too Much; Eigenproduktion, 2006)
- Send the Fire (Worship Sessions Volume 2) (Radiant Records, 2006)
- Cover to Cover (Neal Morse, Mike Portnoy und Randy George, 2006)
- Let’s Polka! With Neal „Shmenge“ Morse! Plus Merry Christmas (mit Schmenge Morse und Richard Morse; Eigenproduktion, 2006)
- Whispers in the Wind – Acoustic Improvisations on Piano and Guitar – Inner Circle (2006)
- Acoustic Sunrise (Eigenproduktion, 2007)
- Homeland (1990, Radiant Records, 2007)
- One Demos (Radiant Records und Belle Antique, 2007)
- Songs from the Highway (Radiant Records, 2007)
- Sola Scriptura (2007)
- With a Little Help from My Friends (Radiant Records, 2007)
- Sing It High – A Collection of Singles (Worship Compilation) (mit Transatlantic, Kompilation, Radiant Records, 2007)
- From the Inner Circle – Inner Circle (Radiant Records, 2008)
- Lifeline (2008)
- Secret Place (Worship Sessions Volume 3) (Radiant Records, 2008)
- Starless and Other Stuff (mit Transatlantic; Radiant Records, 2008)
- Excerpts from Jesus Christ · The Exorcist – A Musical by Neal Morse – Inner Circle (auch als A Sampling of Neal Morse’s Musical „Jesus Christ the Exorcist“ veröffentlicht; Eigenproduktion, 2009)
- From the Cutting Room Floor (mit Transatlantic, Spock’s Beard, Al Morse und Duel; Radiant Records, 2009)
- Roine’s Love Mix (Eigenproduktion, 2009)
- The River (Worship Sessions Volume 4; Radiant Records, 2009)
- Covers & Others (Radiant Records, 2010)
- Inner Circle – A Collection of Songs and Demos Recorded in the Fall of 2009 (Radiant Records, 2010)
- Mighty to Save (Worship Sessions Volume 5) (Radiant Records, 2010)
- Times and Seasons – Acoustic Improvisations and Song Ideas in the Fall of 2010 (Radiant Records, 2010)
- A Proggy Christmas (Radiant Records, 2011)
- In the 80’s and 90’s (mit der Neal Morse Band und den Somebodys; Radiant Records, 2011)
- Cover 2 Cover (Neal Morse, Mike Portnoy und Randy George, 2012)
- Flying Colors – Island of the Lost Keyboards (Neal’s Mix) (Radiant Records, 2012)
- Not for Flying Colors – Inner Circle (Radiant Records, 2012)
- The Whirlwind Demo – Inner Circle CD (Radiant Records, 2012)
- 5 Loaves & 3 Fish – Inner Circle (Radiant Records, 2013)
- Barcelona 2013 (Prog Rock Royalty Double Bill of 2013) (mit der Neal Morse Band, Mike Portnoy, den Flower Kings, Transatlantic und Roine Stolt, 2013)
- Christmas 2013 – Inner Circle (Radiant Records, 2013)
- Get in the Boat (Radiant Records, 2013)
- In the 90’s – Inner Circle (mit Spock’s Beard; Radiant Records, 2013)
- Songs from November (2014)
- The Early Snow Demos – Inner Circle (Eigenproduktion, 2014)
- The Kaleidoscope Demos Part 1 – Inner Circle (Radiant Records, 2014)
- The Kaleidoscope Demos Part 2 – Inner Circle (Radiant Records, 2014)
- The Momentum Demos (Inner Circle May 2014) (Radiant Records, 2014)
- More Songs from November – Inner Circle (Radiant Records, 2015)
- Alive Again (The Neal Morse Band, 2016)
- Falling Forever and the Kansas Demos – Inner Circle (Radiant Records, 2016)
- The Blues Sessions – Inner Circle (Radiant Records, 2016)
- To God Be the Glory (Radiant Records, 2016)
- Inner Circle (Radiant Records, 2017)
- Testimony 2 Demos – Inner Circle (Radiant Records, 2017)
- Inner Circle – The Similitude Demos Part Two (mit Ted Leonard, Radiant Records, 2018)
- Jesus Christ the Exorcist Demos – Inner Circle (Radiant Records, 2018)
- Life & Times (2018)
- More Songs About Coffee & My Wife – Inner Circle (Radiant Records, 2019)
- Hope and a Future (Kompilation, Radiant Records, 2020)

### Livealben
| Jahr | Titel Interpret                                             | Höchstplatzierung, Gesamtwochen, AuszeichnungChartplatzierungen (Jahr, Titel, Interpret, Platzierungen, Wochen, Auszeichnungen, Anmerkungen) | Höchstplatzierung, Gesamtwochen, AuszeichnungChartplatzierungen (Jahr, Titel, Interpret, Platzierungen, Wochen, Auszeichnungen, Anmerkungen) | Höchstplatzierung, Gesamtwochen, AuszeichnungChartplatzierungen (Jahr, Titel, Interpret, Platzierungen, Wochen, Auszeichnungen, Anmerkungen) | Anmerkungen     |
| Jahr | Titel Interpret                                             | DE | AT | CH | Anmerkungen     |
| ---- | ----------------------------------------------------------- | --- | --- | --- | --------------- |
| 2015 | Morsefest! 2014: Testimony and One Live                     | DE69 (1 Wo.)DE | — | — | Radiant Records |
| 2017 | Morsefest! 2015: ? and Sola Scriptura Live                  | DE64 (1 Wo.)DE | — | — | Radiant Records |
| 2018 | Morsefest! 2017: Testimony of a Dream The Neal Morse Band   | DE87 (1 Wo.)DE | — | — |                 |
| 2020 | The Great Adventour – Live in Brno 2019 The Neal Morse Band | — | — | CH55 (1 Wo.)CH |                 |

Weitere Livealben
- Two Separate Gorillas – Live in Europe – The From the Vaults Series Volume 2 (Nick ’n Neal – Nick D’Virgilio & Neal Morse und Dream Theater, Mike Portnoy; Radiant Records, 2000)
- Testimony Live (DVD, 2004)
- Inner Circle CD #3 September 2005 Live in Berlin Part 1 (auch als Live in Berlin veröffentlicht; Eigenproduktion, 2005)
- ? Live (2007)
- Inner Circle – Encores and New Songs (Radiant Records, 2007)
- Inner Circle – Demos and Live Stuff (Eigenproduktion, 2008)
- Live at the Downey Theater (Sept. 6, 2008) – Authorized Bootleg (2008)
- Live Scriptura (Radiant Records, 2008)
- So Many Roads – Live in Europe (2009)
- Live at All Saints (Eigenproduktion, 2010)
- Testimony Two – Live in Los Angeles (Radiant Records, 2010)
- Testimony 1 – Set 1 – Live at the Whittier Theater · Whittier California – November 23 · 2003 (Radiant Records, 2011)
- Testimony 1 – Set 2 & 3 – Live at the Whittier Theater · Whittier California – November 23 · 2003 (Radiant Records, 2011)
- Testimony in a Coruña (Bootleg, 2011)
- Live Momentum (2013)
- Momentum L.A. Live – Inner Circle (Radiant Records, 2013)
- Acoustic Sketches – A Collection of Acoustic Songs from the Alive Again Tour – Inner Circle (Radiant Records, 2015)
- Inner Circle Concert – Morsefest 2014 – Inner Circle (Radiant Records, 2015)
- Alive Again (2016)
- Live at Kulturbolaget (The Neal Morse Band, 2017)
- The Road Called Barcelona (The Neal Morse Band, 2017)
- Morsefest 2016 Storytellers (Pt. 1) – Inner Circle (Radiant Records, 2018)
- Morsefest 2016 Storytellers (Pt. 2) – Inner Circle (Radiant Records, 2018)
- Neal Morse Life & Times Tour: Live in NYC and a Few Other Places – July 2018 (Radiant Records, 2018)
- Inner Circle – Live and Acoustic at Morsefest 2017 (mit Wil Morse und Julie Harrison, Radiant Records, 2018)
- The Similitude of a Dream (Live in Tilburg 2017) (The Neal Morse Band, 2018)
- An Evening of Innocence & Danger: Live in Hamburg – 2022 (The Neal Morse Band, 2023)

### Videoalben
- Testimony Live (2004)
- Inner Circle DVD #1 July 2005 (Eigenproduktion, 2005)
- Live DVD – Live at the Kings Center Chessington, London July 8, 2006 (auch als Bootleg DVD – Live at the Kings Center Chessington, London July 8, 2006 bekannt; Radiant Records, 2006)
- Question Mark & Beyond Tour of Europe 2006 (Radiant Records, 2006)
- The Europe Winter 2006 Church Tour DVD (Eigenproduktion, 2006)
- The Making of Testimony (Rough Edit) – Inner Circle (Eigenproduktion, 2007)
- From the Video Vault – Inner Circle (Eigenproduktion, 2008)
- Live @ 3RP – Inner Circle (auch als Live at 3RP (IC September 2008) bekannt; Eigenproduktion, 2008)
- Sola Scriptura and Beyond (2008)
- Lifeline Tour 2008 Zeche Bochum Germany Part One – Inner Circle (Radiant Records, 2009)
- Lifeline Tour 2008 Zeche Bochum Germany Part Two – Inner Circle (Radiant Records, 2009)
- Live at Xnoizz Flevo Festival 2009 – Raw and Uncut – Inner Circle DVD November 2009 (Eigenproduktion, 2009)
- Live & Acoustic (Radiant Records, 2010)
- Live in Seattle (mit Ajalon, Radiant Records, 2010)
- Spock’s Beard Progfest 97 Raw & Uncut (mit Spock’s Beard, Radiant Records, 2011)
- Testimony 2 … For You (Radiant Records, 2011)
- Iso Soitto – Inner Circle (Radiant Records, 2012)
- Neal Morse 2004 – One Under Construction Part 1 – Inner Circle DVD (Radiant Records, 2012)
- Neal Morse 2004 – One Under Construction Part 2 – Inner Circle DVD (Radiant Records, 2012)
- 19 Days in Europe (mit den The Flower Kings und der Neal Morse Band, Radiant Records, 2013)
- Acoustic/Live in Mexico City – Inner Circle (Radiant Records, 2013)
- Live in Cuijk – Inner Circle (Eigenproduktion, 2014)
- Live in India – Inner Circle DVD (Neal Morse Band, Radiant Records, 2014)
- Inner Circle – The Making of Question Mark (Radiant Records, 2015)
- The Sola Scriptura Sessions – Inner Circle (Radiant Records, 2015)
- A Day in the Life – Inner Circle (Radiant Records, 2016)
- Commentary on a Dream Pt 1 – Inner Circle (Radiant Records, 2017)
- Commentary on a Dream – Part Two – Inner Circle (Radiant Records, 2017)
- Life and Times Live (Radiant Records, 2018)

### Kollaborationen und Beteiligungen
Peter White
- Excusez-moi (1992)
- Promenade (1993)

Skipper Wise
- I Wanna Be with You (CD, Single, 1992)

Al Stewart
- Famous Last Words (1993)

Paul Voudouris
- It Takes Two (nur Piano auf Hannah, Isn’t Love Stupid, Every Little Thing, 1993)

Windows
- Apples and Oranges (1994)
- The First Three Years (1994)

Spock’s Beard
- The Light (1995)
- Beware of Darkness (1996)
- The Official Live Bootleg (1996)
- The Kindness of Strangers (1997)
- Day for Night (1999)
- Skin (CD, Single, 1999)
- Don’t Try This at Home (2000)
- V (2000)
- Snow (2002)
- The Snow Tapes (From the Archive) (Eigenproduktion, 2004)
- Europe ’98 (Eigenproduktion, 2010)
- Live at High Voltage Festival (2011)
- Brief Nocturnes and Dreamless Sleep (2013)
- Live at Sea (auch als Live at Sea (Norwegian Pearl/Stardust Theater Friday, Feb 21, 2014) bekannt; Eigenproduktion, 2014)
- Snow Live (2017)
- Spock’s Beard Jam – Morsefest 2016 – Inner Circle (2017)

Eric Burdon & the New Animals
- The Official Live Bootleg #2 (1998)
- Live at the Coach House (DVD, 1999)

Ayreon
- Universal Migrator Part 1: The Dream Sequencer (auf The First Man on Earth, 2000)
- Universal Migrator Part I & II (auf The First Man on Earth, 2004)
- Timeline (auf The First Man on Earth, 2008)

Transatlantic
- SMPTe (2000)
- Bridge Across Forever (2001)
- Mike’s Silver Hammer (2001)
- Live in America (2002)
- Live in Europe (2003)
- SMPTe / Bridge Across Forever (2004)
- Building the Bridge & Live in America (Radiant Records, 2006)
- The Whirlwind (2009)
- Whirld Tour 2010 (Live from Shepherd’s Bush Empire, London) (2010)
- Whirlwind in Barcelona (2010)
- More Never Is Enough – Live @ Manchester and Tilburg 2010 (2011)
- Kaleidoscope (2014)
- KaLIVEoscope (2014)
- The Absolute Universe: The Breath of Life (Abridged Version) (2021)
- The Absolute Universe: Forevermore (Extended Version) (2021)
- The Final Flight: Live at l’Olympia (2023)

Ryo Okumoto
- Coming Through (auf Coming Through, 2002)

Yellow Matter Custard
- One Night in New York City (2003)
- One More Night in New York City (2011)

Ajalon
- On the Threshold of Eternity (auf On the Threshold of Eternity, 2005)

ProgAID
- All Around the World (CD-EP, 2005)

Roine Stolt
- Wall Street Voodoo (auf The Observer, Head Above Water, Everyone Wants to Rule the World, Remember, It’s All About Money, 2005)

Salem Hill
- Mimi’s Magic Moment (auf The Joy Gem, 2005)

Alan Morse
- Four O’ Clock and Hysteria (2007, nur Keyboards, Akustikgitarre, Mandoline)

Dream Theater
- Systematic Chaos (auf Repentance, 2007)

Jordan Rudess
- The Road Home (nur auf Dance on a Volcano, 2007)

Rychyrd
- Rychyrd (2007)

Randy George
- Action Reaction (nur Gitarre, Synth, Orgel auf Riff Raff, Split Indecision, 2011)

Affector
- Harmagedon (nur Keyboards, 2012)

Flying Colors
- Flying Colors (2012)
- Live in Europe (2012)
- Second Nature (2014)
- Barcelona 2014 (2014)
- Second Flight: Live at the Z7 (2015)
- True Colors (Eigenproduktion, 2017)
- Third Degree (2019)

Steve Hackett
- Genesis Revisited II (auf The Return of the Giant Hogweed, 2012)

The Prog World Orchestra
- A Proggy Christmas (2012)

Next to None
- A Light in the Dark (Mellotron auf A Lonely Walk, 2015)

Mike Portnoy’s Shattered Fortress
- Scenes from Barcelona (A Once in a Lifetime Event) (mit Flying Colors, 2017)

City on a Hill Nashville
- City on a Hill Nashville Wishes You a Very Merry Christmas! (Eigenproduktion, 2019)

Project Aegis
- And the Rest Is Mystery (Single, 2020)[4]